# Tunnel ferroviario delle Caravanche
Il tunnel ferroviario delle Caravanche (in tedesco Karawankentunnel; in sloveno Predor Karavanke) con una lunghezza di 7 976 metri è il quarto tunnel ferroviario più lungo in Austria e il più lungo in Slovenia.

## Descrizione
Il tunnel passa sotto il passo del Rožca, tra Sankt Jakob im Rosental, nel sud dell'Austria e Jesenice, nel nord della Slovenia. Era una parte importante della ferrovia delle Caravanche, costruita insieme alla ferrovia di Bohinj per collegare il porto di Trieste con Klagenfurt, capoluogo della Carinzia in Austria.

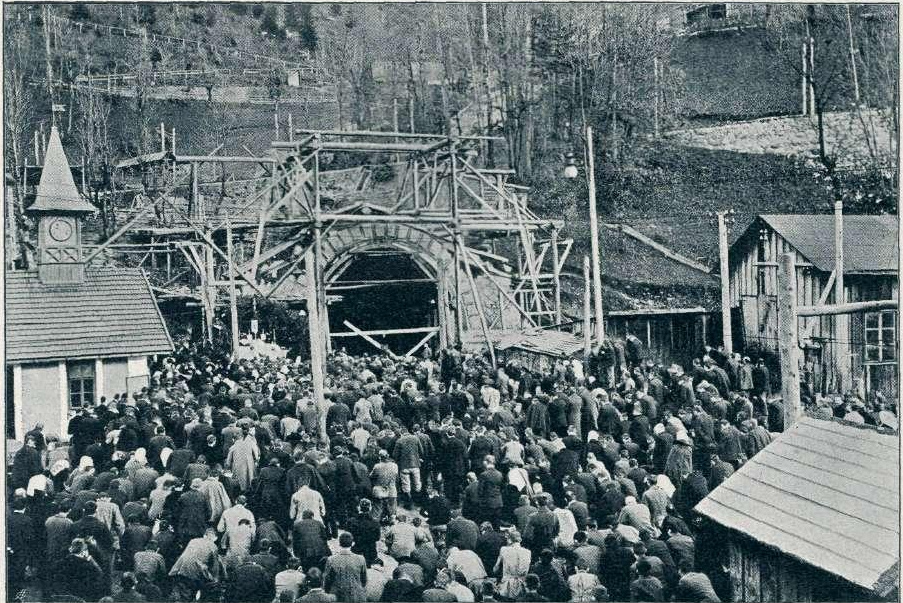
Il tunnel durante la costruzione nel 1905

Tra il 1867-1918, Trieste era parte dell'Impero austro-ungarico di cui era il primo porto marittimo dell'Austria e lo sbocco principale per il commercio oceanico dell'Impero danubiano ma mancava di un'adeguata comunicazione ferroviaria con l'interno dell'Austria. Per dare un impulso al commercio di Trieste e al commercio marittimo austriaco, nel 1901 fu deciso di costruire la ferrovia delle Caravanche, che collegava Trieste a Klagenfurt. La ferrovia fu costruita attraverso le Caravanche, al confine tra la Slovenia e l'Austria. Il tunnel fu aperto il 1 ottobre 1906 dall'arciduca Francesco Ferdinando.
Il tunnel, importante snodo per il traffico ferroviario internazionale, è attraversato quotidianamente da una media di dodici treni passeggeri e trentacinque treni merci.